# كريستوف كيشلوفسكي
كريستوف كيشلوفسكي (بالبولندية: Krzysztof Kieślowski)‏(27 يونيو 1941 - 13 مارس 1996))، مخرج وكاتب سيناريو بولندي، اشتهر بـ الوصايا العشرة وثلاثية الألوان، يُعد من أعظم المخرجين تأثيراً في العالم.

## نشأته
ولد كيشلوفسكي في العاصمة البولندية وارسو، إلا أنه نشأ في عدة مدن مختلفة متنقلاً مع والده المريض بالسل بحثاً عن العلاج. في السادسة عشر، توجه إلي مدرسة لتدريب رجال الإطفاء، لكنه تركها بعد ذلك غير عابئ بمستقبله المهني. وفي 1975 انضم إلي كلية لتخريج فنيي المسرح والتي كانت تُدار من قِبل أحد أقاربه. حينها قرر أن يكون مخرجاً مسرحياً، ولكن لعدم وجود تدريب معين لمخرجي المسرح، قرر كيشلوفسكى دراسة السينما كخطوة مبدئية. وقد نشأ كيشلوفسكي ضمن طائفة الرومان كاثوليك، إلا أنه أبقي علي علاقته مع الإله كما كان يطلق عليها «علاقة شخصية وخاصة».

### حياته المهنية
ترك كيشلوفسكي الكلية وعمل كخياط في المسرح، بعدها قدم طلباً للانضمام لمدرسة السينما بمدينة لودج، تلك المدرسة البولندية الشهيرة التي تضم رومان بولانسكي وأندريه وايدا بين خريجيها. لكنه رُفِض مرتين بسبب عدم تأديته الخدمة العسكرية الإجبارية في ذلك الوقت.
في تلك الفترة بدأ دراسة الفن، واتبّع حمية شديدة لجعل جسده غير لائق طبياً للخدمة العسكرية. بعد عدة أشهر نجح في تجنب الخدمة العسكرية وقُبل في مدرسة لودج للسينما في محاولته الثالثة.
درس كيشلوفسكي في المدرسة في الفترة من 1964 إلي 1968 وهي الفترة التي أتاحت فيها الحكومة قدراً كبيراً نسبياً من الحرية الفنية داخل المدرسة، ولكن سرعان ما فقد كيشلوفسكي رغبته في المسرح وقرر الاتجاه لصنع الأفلام الوثائقية.
في تلك الفترة وخلال السنة الأخيرة له في المدرسة، تزوج كيشلوفسكي من حب حياته «ماريا» واستمر زواجهما من 21 يناير 1967 وحتى نهاية حياته، وكان لديهما ابنة وحيدة هي «مارتا» التي ولدت في 8 يناير 1972.
اعتزل كيشلوفسكى صناعة الأفلام في تصريح رسمى بعد العرض الأول لفيلمه الأخير من ثلاثية الألوان «أحمر» في مهرجان كان السينمائي عام 1994، وبعد أقل من عامين من إعلان اعتزاله توفى كيشلوفسكى في 13 مارس 1996 عن عمر يناهز الـ 55 أثناء جراحة القلب المفتوح إثر إصابته بأزمة قلبية ودُفن في مقابر بوفيزكى الشهيرة في وارسو.
تقع مقبرة كيشلوفسكى ضمن القطعة المرموقة 23 وتضم تمثالاً صغيراً تم نحته على مساحة مستطيلة على شكل إبهام وسبابات لكفين والتمثال الصغير مصنوع على قاعدة تزيد قليلاً عن المتر وهو مصنوع من الرخام الأسود، وتقع أدناه بلاطة تحمل اسم كيشلوفسكى وتاريخ ميلاده ووفاته.

#### أفلامه الوثائقية
اهتمت أولى أفلام كيشلوفسكى الوثائقة بالتركيز على الحياة اليومية لسكان المدن، العمال، والجنود. وعلى الرغم من عدم كونه مخرجاً سياسياً بشكلٍ مُعلن، إلا أنه سرعان ما وجد محاولاته لتصوير الحياة البولندية تدفع به للصدام مع السلطات.
ويُعد فيلمه التليفزيونى عمال 71 والذي يدور حول مناقشات العمال عن الإضرابات الجماهيرية عام 1970 أحد أشكال هذا الصدام حيث لم يُعرض سوى تحت الرقابة الجذرية.
بعد «عمال 71» تحول اهتمام كيشلوفسكى بالسلطات نفسها ويظهر ذلك في فيلمه سيرة ذاتية والذي يجمع فيه بين لقطات وثائقية من اجتماعات المكتب السياسى وبين قصة خيالية عن رجل تحت المراقبة من قِبل المسؤولين. وعلى الرغم من أن كيشلوفسكى يرى أن رسالة الفيلم جاءت معادية للسلطات، إلا أنه اُنتقِد من قبل زملائه لتعاونه مع الحكومة لإنتاج هذا الفيلم.
في وقتٍ لاحق قال كيشلوفسكى أنه تخلّى عن صناعة الأفلام الوثائقية لسببين: أولهما الرقابة التي فُرضت على فيلمه «عمال 71» والتي دفعته إلى الشك في إمكانية أن تُقال الحقيقة علناً في ظل نظام استبدادى، والسبب الثاني كان أثناء تصوير فيلم محطة السكك الحديدية والذي استخدم فيه لقطات وثائقية كانت تستخدم حتى وقت قريب كأدلة في بعض القضايا الجنائية، وصرّح كيشلوفسكى أن الخيال لا يسمح بمزيد من الحرية الفنية فقط، وإنما يمكنه تصوّر الحياة اليومية بصدق.

### افلامه الروائية

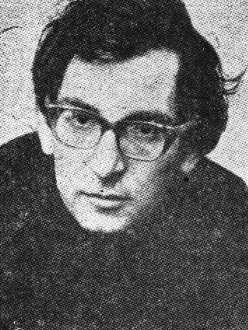
كيشلوفسكي في عام 1972

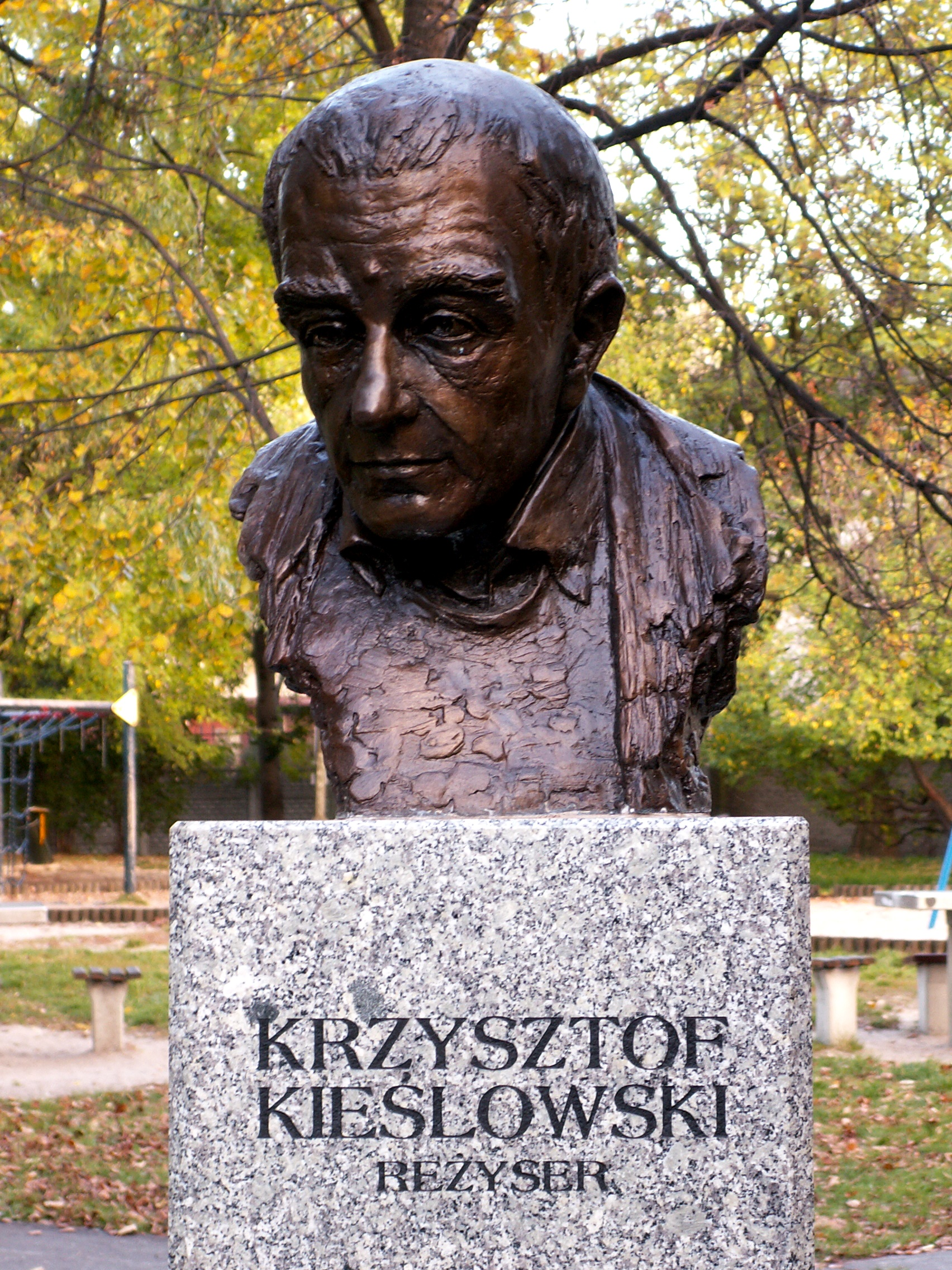
تمثال رأس لكيشلوفسكي في بولندا

يُعد فيلم العمال هو أول فيلم غير وثائقى لكيشلوفسكى، والذي قدمه للتليفزيون عام 1975 وفاز عنه بالجائزة الأولى في مهرجان مانهايم الدولى، وقد عمل كيشلوفسكى في هذا الفيلم «العمال» ثم في فيلمه التالى «الندبة» على الواقعية الاجتماعية وتم الاستعانة بطاقم عمل كبير في كل منهما. ففيلم «العمال» يدور حول إضرابات العمال الفنيين الذي يعملون في مرحلة الإنتاج وقد اعتمد في هذا الفيلم على خبرته المُبكرة في الكلية. أما فيلمه «الندبة» فقد أظهر فيه كيشلوفسكى اضطرابات بلدة صغيرة بسبب مشروع صناعي سيئ التخطيط. وتم تصوير هذين الفيلمين على نمط الأفلام الوثائقية مستخدماً العديد من الممثلين غير المحترفين، تماماً مثل أفلامه السابقة، حيث صوّر فيهما الحياة اليومية تحت وطأة قمع النظام ولكن دون تعليق علنى.
ثم جاء فيلمه كاميرا بوف عام 1979 والذي سبب له مشاكل مع السلطات أدت إلى منع الفيلم لفترة ليفوز بالجائزة الكبرى في مهرجان موسكو السينمائي الدولى، وفيلمه فرصة عمياء عام 1981 ليواصلا نفس الخطوط المماثلة لأفلام كيشلوفسكى المماثلة، إلا أنها أصبحت أكثر تركيزاً على الخيارات الأخلاقية التي يواجهها الفرد بدلاً من المجتمع ككل.
في هذه الفترة، تم اعتبار كيشلوفسكى واحداً ضمن حركة حرة تُدعى سينما القلق الأخلاقى وهي حركة نشطت في السبعينات وكانت تضم مخرجين بولنديين في هذا الفترة ومنهم يانوش كيوفسكى، أندريه وايدا، أنيسكا هولندا. وتسببت صلاته بهؤلاء المخرجين وخاصة أنيسكا هولندا في إثارة الدهشة داخل الحكومة البولندية، مما جعل كل من أفلامه الأولى يتعرض للرقابة وتم إجباره على تعديل بعضها أو إعادة تصوير بعض الأجزاء فيها إن لم تُحظر صراحةً مثل فيلم «فرصة عمياء» والذي لم يُفرج عنه محلياً حتى عام 1987، أي بعدما يقرب من ست سنوات من الانتهاء منه.
وربما يعد فيلمه «لا نهاية» عام 1984 هو أكثر أفلامه السياسية وضوحاً، والذي صوّر فيه المحاكمات السياسية في بولندا أثناء الأحكام العرفية من خلال وجهة نظر غير معهودة لشبح محامى وأرملته. وقد اُنتقد هذا الفيلم بقسوة من قبل كل من الحكومة والمعارضين.
بدءاً من «لا نهاية» ارتبطت أعمال كيشلوفسكى باثنين ممن تعاونوا معه في أفلامه التالية، الكاتب الروائى كريستوف بييزفيتش والمُلحن بيجنييف بريسنر. كان بييزفيتش محامياً وقد ألتقى به كيشلوفسكى أثناء بحثه في المحاكمات السياسية تحت الأحكام العرفية أثناء إعداده لفيلم وثائقى عن نفس الموضوع، وقد شارك بييزفيتش في كتابة السيناريو لجميع أفلام كيشلوفسكى التالية. أما بريسنر فقد قام بوضع الموسيقى التصويرية لفيلم «لا نهاية» ثم لأغلب الأفلام التالية ليكشلوفسكى، حيث لعبت موسيقى بريسنر دوراً بارزاً في أفلام كيشلوفسكى وبعض هذه المقطوعات قد أشير إليها في الأفلام نفسها، وفي هذه الحالات كان يشار إلى تلك المقطوعات على لسان شخصيات العمل على اعتبار أنها من أعمال شخصية خيالية لفنان هولندى يُدعى بودينماير.
عام 1988 قدم كيشلوفسكى الوصايا العشرةوهو سلسلة مكونة من عشرة أفلام قصيرة تم تصويرها في أحد الأبراج السكنية بوارسو، ويستند كل من هذه الأفلام على إحدى هذه الوصايا العشرة، وقد أُنتجت هذه السلسلة من الأفلام للتليفزيون البولندى بتمويل من ألمانيا الغربية وتُعد الآن من أقوى أفلام الانتقادات اللاذعة في كل العصور. وقد شارك بييزفيتش في كتابة السيناريو لكل من تلك الأفلام العشرة التي خرجت في شكل حلقات طويلة مدة الحلقة الواحدة ساعة، وقد كان كيشلوفسكى ينوى أن يتم إخراج هذه الأفلام العشرة على يد عشرة من المخرجين، إلا أنه لم يستطع التخلى عن السيطرة على هذا المشروع الكبير، وفي نهاية الأمر استقر على أن يكون لكل من هذه الحلقات أو الأفلام مدير تصوير خاص.
وقد تم الإفراج دولياً عن الحلقة الخامسة والحلقة السادسة على التوالى تحت عنوان «فيلم قصير عن القتل» و«فيلم قصير عن الحب»، وقد كان كيشلوفسكى يخطط لعمل فيلم طويل من الحلقة التاسعة والتي كانت بعنوان «فيلم قصير عن الغيرة» لكن الإنهاك حال دون عمل ذلك الفيلم والذي كان سيُعد فيلمه الثالث عشر في أقل من عام. وتعتبر «الوصايا العشرة» من أقوى أعمال كيشلوفسكى والتي قال عنها المخرج ستانلي كوبريك أنها أفضل شيء قد يراه الإنسان.
الإنتاج الأجنبى
كانت الأفلام الأربعة الأخيرة لكيشلوفسكى من إنتاج أجنبى مشترك، بتمويل رئيسى من فرنسا، وعلى وجه الخصوص من المُنتج الرومانى مارين كارميتز، وكانت هذه الأفلام الأربعة تركز على القضايا الأخلاقية والميتافيزيقية مثلما كان في «الوصايا العشرة» و«فرصة عمياء»، وإن كانت على مستوى أكثر تجريداً هذه المرة، وبطاقم عمل أقل، وقصص داخلية أكثر، وبنظرة مختلفة للمجتمعات المحلية، حيث ظهرت بولندا في هذه الأفلام من خلال أعين الأوربيين الغرباء، وكانت هذه الأفلام الأربعة هي أكثر أفلام كيشلوفسكى من الناحية التجارية نجاحاً.
كان أول هذه الأفلام الأربعة هو «الحياة المزدوجة لفرونيكا» عام 1990، والذي لعبت بطولته إيرين جاكوب. وقد أعطى النجاح التجارى النسبى الذي حققه الفيلم لكيشلوفسكى الفرصة لتمويل آخر أفلامه طموحاً وهو ثلاثية الألوان «أزرق»، «أبيض»، «أحمر»، والذي يستكشف الفضائل التي يرمز لها العلم الفرنسي. وقد حصلت تلك الثلاثية على مجموعة من الجوائز العالمية المرموقة ومنها جائزة الأسد الذهبى لأحسن فيلم في مهرجان فينيسيا السينمائي، وجائزة الدب الفضى لأفضل مخرج في مهرجان برلين السينمائي، بالإضافة إلى ثلاثة ترشيحات لجائزة الأوسكار.
طاقم العمل
اعتاد كيشلوفسكى استخدام نفس الممثلين في أدوار رئيسية في أفلامه، من بينها:
- أرتور باركيس في «لا نهاية» و«والوصايا العشرة»، و«فيلم قصير عن الحب»، و«فيلم قصير عن القتل».
- ألكسندر باردينى في «لا نهاية» و«الوصايا العشرة» و«الحياة المزدوجة لفرونيكا» وثلاثية الألوان «أبيض».
- إيرين جاكوب في «الحياة المزدوجة لفرونيكا» وثلاثية الألوان «أحمر».
- ليندا بوغوسلاف في «فرصة عمياء» و«الوصايا العشرة».
- ماريا باكولنيس في «لا نهاية» و«الوصايا العشرة».
- جيرسى ستور في «الندبة» و«كاميرا بوف» و«فرصة عمياء» و«الوصايا العشر» وثلاثية الألوان «أبيض».
- غرازينا شابولوفزكا في «لا نهاية» و«الوصايا العشرة» و«فيلم قصير عن الحب».
- زبيغنيو ساماتشوفسكى في «الوصايا العشرة» وثلاثية الألوان «أبيض».
إرث كيشلوفسكى

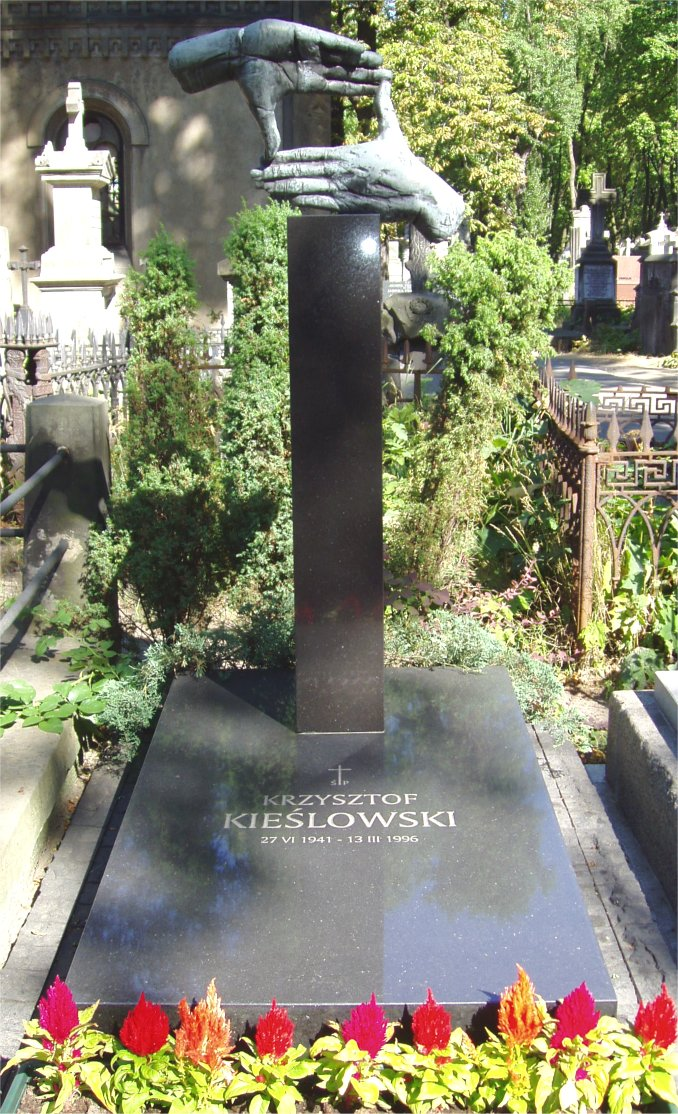
شاهد قبر كريستوف كيشلوفسكي

يظل كيشلوفسكى واحداً من أهم المخرجين الأوربيين وأكثرهم تأثيراً حيث تُدرّس أعماله الآن في فصول السينما في الجامعات على مستوى العالم، ويصف كتاب «كيشلوفسكى على كيشلوفسكى» عام 1993 حياته وتاريخه بناءً على عدد من المقابلات التي قامت بها دانوشيا ستوك مع كيشلوفكى والذي كان مرجعاُ للفيلم الذي تناول سيرته الذاتية فيما بعد والذي كان بعنوان «كريستوف كيشلوفسكى: أنا هكذا» عام 1995، والذي قام بإخراجه كريستوف فيرسبيكى.
بعد وفاة كيشلوفسكى، كتب هارفى واينشتاين (ومن بعده رئيس شركة ميراماكس للإنتاج والتي قامت بتوزرع الأربعة أفلام الأخيرة لكيشلوفسكى في الولايات المتحدة) مديحاً عنه في مجلة بريميير، قال فيها أن كوينتين تارانتينو قد شاهد فيلم «الحياة المزدوجة لفرونيكا» عام 1991 في مهرجان كان السينمائي ودوّن ملاحظاته عن نجمة الفيلم إيرين جاكوب وأنه –أي كوينتين- كان قد كتب الجزء الخاص بزوجة بروس ويلس في فيلم «لب الخيال» إلا أنها لم تكن متاحة حينها لبدء العمل، فقد كانت تعمل في ثلاثية الألوان وتحديداً في «أحمر» في هذا الوقت، وحينما رأى كوينتين فيلم «أحمر» في مهرجان كان أعلن أنه سيفوز بالسعفة الذهبية بدلاً من فيلمه «لب الخيال» والذي حصل على الجائزة الكبرى في المهرجان.
وتقول إيرين جاكوب التي قامت بدور فرونيكا عن كيشلوفسكى: «هو يتركنا على سجيتنا أثناء التصوير، يشاهد ولا يتكلم، ونحن نبدء في الارتجال وننسى كل البروفات، كل شيء، المشهد هو من يحركنا مثل الدمى».
وبالرغم من أن كيشلوفسكى كان قد أعلن عن اعتزاله بعد ثلاثية الألوان، إلا إنه وقت وفاته كان يعمل على ثلاثية جديدة شارك في كتابتها مع بييزفيتش، وتتألف هذه الثلاثية من «السماء»، "الجحيم، «المطهر»، والتي كانت مستوحاة من الكوميديا الإلهية لدانتى. وكما كان قد عقد النية من قبل في «الوصايا العشرة» على إعطاء النص إلى مخرجين آخرين يقومون بإخراجه، نوى كيشلوفسكى نفس الشئ مع ثلاثيته الجديدة إلا أن الموت قد فاجئه ولم يعد معروفاً هل كان سيكسر كيشلوفسكى اعتزاله ليعاود إخراج تلك الثلاثية بنفسه أم لا.
وكان «السماء» هو الجزء الوحيد الذي تم الانتهاء من تصويره ضمن هذه الثلاثية بواسطة توم تايكفير وتم عرضه في مهرجان تورونتو السينمائي الدولي عام 2002، أما النصان الآخران «الجحيم» و«المطهر» فقد تم معالجة ثلاثين صفحة منهما فقط في وقت وفاة كيشلوفسكى، وقد أكمل بييزفيتش هذين النصين، وظهر «الجحيم» من إخراج المخرج البوسنى دانيس تانوفيتش، ولعبت بطولته إيمانويل بييرت وعُرض عام 2005. أما «المطهر» والذي يحكى عن مصور فوتوجرافى قُتل أثناء حرب البوسنة فهو لم يُنتج بعد.
وفي عام 2007 قام إبو كورادو وستانيسلاف موشا بإخراج فيلم بعنوان «أمل» كان بييزفيتش قد كتب السيناريو الخاص به، وتم تعريف الفيلم على أنه الفيلم الثالث من تلك الثلاثية لكنه في الواقع لم يكن له أية علاقة بمشروع الثلاثية الذي تبناه كيشلوفسكى.
كان جيرسى ستور، والذي لعب دور البطولة في عدة أفلام لكيشلوفسكى وشاركه كتابة سيناريو فيلم «كاميرا بوف»، قد قام بتصوير فيلم «حيوان كبير» الذي كتب كيشلوفسكى السيناريو الخاص به، وتم عرض الفيلم عام 2000.
في إحدى المقابلات مع كيشلوفسكى، قال: "من القناعة الراسخة لدى المرء أنه إذا كان ثمة شئ جدير بالاهتمام به من أجل الثقافة، فإنه لابد أن يكون لمس الموضوعات والمواقف التي تربط بين الناس وليست تلك التي تفرق بينهم. فهناك أشياء كثيرة جداً في العالم يمكنها أن تقسم الناس، مثل الدين والسياسة والتاريخ والقومية، إذا كانت الثقافة قادرة على أي شيء، فيجب أن يكون ذلك الشئ هو إيجاد ما يوحدنا جميعا.ً
وهناك أيضاً أشياء كثيرة تجمع الناس، لا يهم من أنت أو من أنا، إذا آلمتك أسنانك أو آلمتنى أسنانى، فإن الوجع موجودٌ في الحالتين. إن ما يجمع الناس هو المشاعر، فكلمة «الحب» لها نفس المعنى عند الجميع، وكذلك «الخوف»، و«المعاناة». كلنا نخاف بنفس الطريقة ومن نفس الأشياء، وكلنا نحب بنفس الطريقة، ولهذا أنا أتحدث عن هذه الأشياء، لأنه في كل الأمور الأخرى فهناك الانقسام دائماً.
في لندن عام 1991 كتب ستانلى كوبريك في مقدمة «الوصايا العشرة»: إننى دائماُ متردد بشأن الانفراد بأحد أعمال مخرج كبير لأن هذا الشئ يميل بالتأكيد إلى تبسيط وتقليل قيمة العمل، ولكن في هذا السيناريو الذي قام بكتابته كريستوف كيشلوفسكى وشريكه كريستوف بييزفيتش، فإنه لا يمكننا أن نغفل أن الكاتبين لديهما قدرة نادرة للتعبير عن أفكارهما وليس فقط مجرد الحديث عنها. كذلك فإن الكاتبين من خلال إظهار وجهات نظرهما من خلال العمل الدرامى قد كسبا قوة وفرصة السماح للجمهور باكتشاف ماذا يحدث بالفعل وليس ما حدث وكان. إنهما يفعلان ذلك بمهارة فائقة، فأنت لا تعرف كيف وصلت الأفكار إليك أو كيف أدركت كل هذا، إلا أنك تكتشف أنهم قد وصلت إلى عمق قلبك

### أعماله
- الأفلام الوثائقية والأفلام القصيرة:
- الوجه 1966.

- المكتب 1966.

- خط الترام 1966.

- حفل من الطلبات 1967.

- الصورة 1968.

- من مدينة لودج 1968.

- كنت جندياً 1970.

- المصنع 1970.

- عمال 71: لا شيء عنّا بدوننا 1970.

- قبل السباق 1971.

- بين روكلو وزيلونا جورا 1972.

- أساسيات السلامة والصحة في مناجم النحاس 1972.

- جوسبودارسى 1972.

- امتناع 1972.

- البنائين 1973.

- الحب الأول 1974.

- أشعة إكس 1974.

- نفق المشاة 1974.

- سيرة ذاتية 1975.

- مستشفى 1976.

- الأردواز 1976.

- من وجهة نظر نايت بورتر 1977.

- لا أعرف 1977.

- سبع نساء من مختلَف الأعمار 1978.

- محطة السكك الحديدية 1980.

- الرؤساء المتحدثون 1980.

- الأسبوع سبعة أيام 1988.

- الأفلام الروائية:
- العمال (دراما تليفزيونية) 1975.

- الندبة 1976.

- الهدوء (دراما تليفزيونية) 1978.

- كاميرا بوف 1979.

- يوم عمل قصير 1981.

- فرصة عمياء 1981.

ل* ا نهاية 1984.
- الوصايا العشرة 1988.

- فيلم قصير عن القتل 1988.

- فيلم قصير عن الحب 1988.

- الحياة المزدوجة لفيرونيك 1991.

- ثلاثية الألوان: أزرق 1993.

- ثلاثية الألوان: أبيض 1994.

- ثلاثية الألوان: أحمر 1994.

#### الجوائز التي حصل عليها
Silver Berlin Bear
Interfilm Award - Otto Dibelius Film Award
Bodil
FIPRESCI Prize
Golden Hobby-Horse of Cracow
Golden Dragon
Special Jury Prize
Critics Award

## روابط خارجية
- كريستوف كيشلوفسكي على موقع IMDb (الإنجليزية)
- كريستوف كيشلوفسكي على موقع الموسوعة البريطانية (الإنجليزية)
- كريستوف كيشلوفسكي على موقع مونزينجر (الألمانية)
- كريستوف كيشلوفسكي على موقع قاعدة بيانات الأفلام العربية
- كريستوف كيشلوفسكي على موقع ألو سيني (الفرنسية)
- كريستوف كيشلوفسكي على موقع ميوزك برينز (الإنجليزية)
- كريستوف كيشلوفسكي على موقع أول موفي (الإنجليزية)
- كريستوف كيشلوفسكي على موقع قاعدة بيانات الأفلام السويدية (السويدية)
- كريستوف كيشلوفسكي على موقع إن إن دي بي (الإنجليزية)
- كريستوف كيشلوفسكي على موقع ديسكوغز (الإنجليزية)